# 9K37M1-2

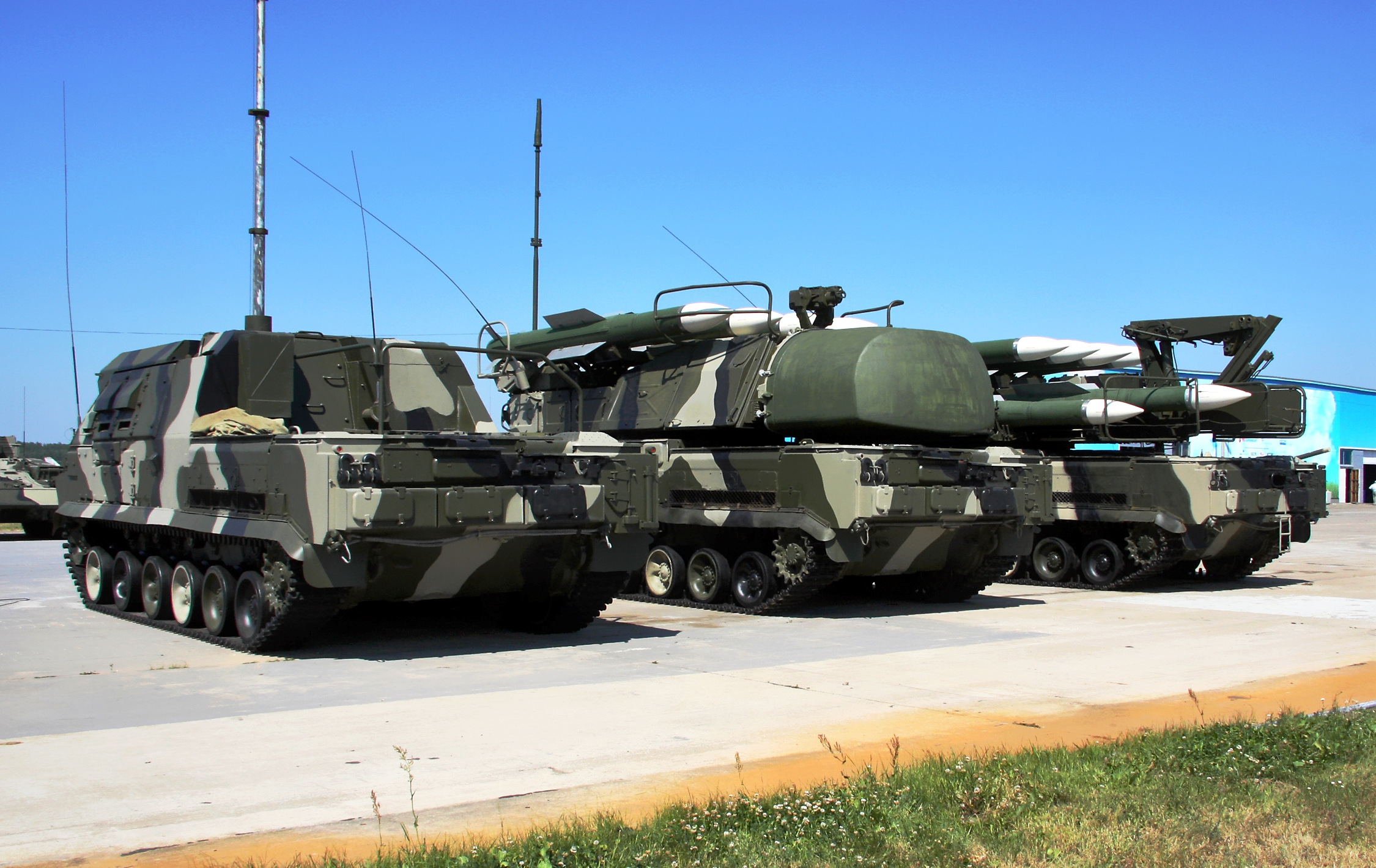
ブーク防空システム（Buk-M1-2）。2010年の軍事展示会での模様。左から、指揮統制車 9C470M1-2、輸送車兼用起立式レーダ装備発射機（TELAR） 9A310M1-2、輸送起立発射機（TEL） 9A39M1-2。これらが相互にリンクし、探索レーダーが敵を探索し、射撃統制レーダーが敵に照準を合わせ、指揮車が照準や発射などを管理し、発射機が実際にミサイルを打ち上げるという防空システムを形成している

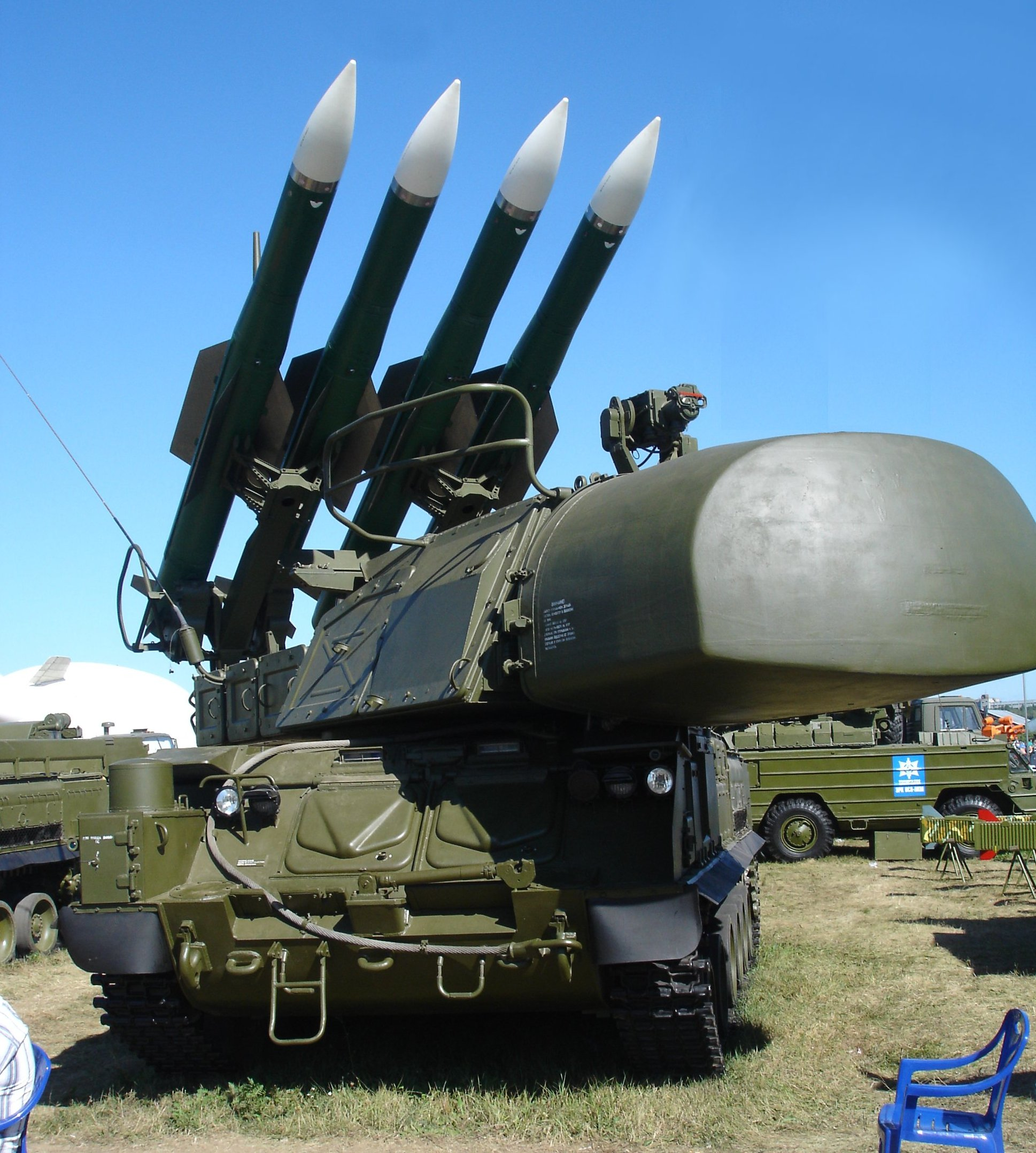
9K37「ブークM1-2」 9A310M1-2

9K37M1-2「ブークM1-2」(ロシア語:9К37М1-2 «Бук-М1-2»ヂェーヴャチ・カー・トリーッツァチ・スィェーミ・ブーク・エーム・アヂーン・ドヴァー)は、ロシア連邦で開発された地対空ミサイルシステムである。9K37「ブークM1-2」とも呼ばれる。北大西洋条約機構(NATO)の用いたNATOコードネームでは、SA-17「グリズリー」("Grizzly")と呼ばれた。
なお、このミサイルシステムの名称については、9K38「ブークM1-2」とする資料もある。英語圏を中心にロシア語圏でも若干は見られるものの、このシステムで運用されるミサイルが9M38であることから誤って伝えられた情報であると考えられる。従って、このページでは9K37M1-2「ブークM1-2」を使用することとする。

## 概要
9K37M1-2「ブークM1-2」は、2K12「クープ」から始まり9K37「ブーク」、9K37M1「ブークM1」を経て開発が進められた地対空ミサイルシステムのシリーズ最新型である。1995年に完成し1998年に就役した。少なくとも9M38M1と9M317の2種類のミサイルがこのシステムに装備されている。
9K37システムからの最大の変更は、9S18M1(NATOコードネームでは「スノードリフト」)監視レーダーが発射機とレーダー装置を兼ねるTELARに取り付けられたことであると考えられている。これにより各ランチャーの独立性がさらに増し、より多数の異なる地点にいる目標を同時に追跡することが可能になった。また、9K37より迎撃可能範囲が30km→50km、高度が22km→25kmと強化されており、最大マッハ4で飛行する目標も対応可能になった。
搭載されるミサイル弾体は当初は9M38が使用されていたが、のちに新しい9M317が開発された。
運用は限られた国で行われている。ロシア連邦軍での運用の他、ロシアによってベラルーシの9K37もこの仕様に改修されている。加えて、中華人民共和国でも海軍型が運用されている(改ソブレメンヌイ級駆逐艦956EM型)。

## バリエーション

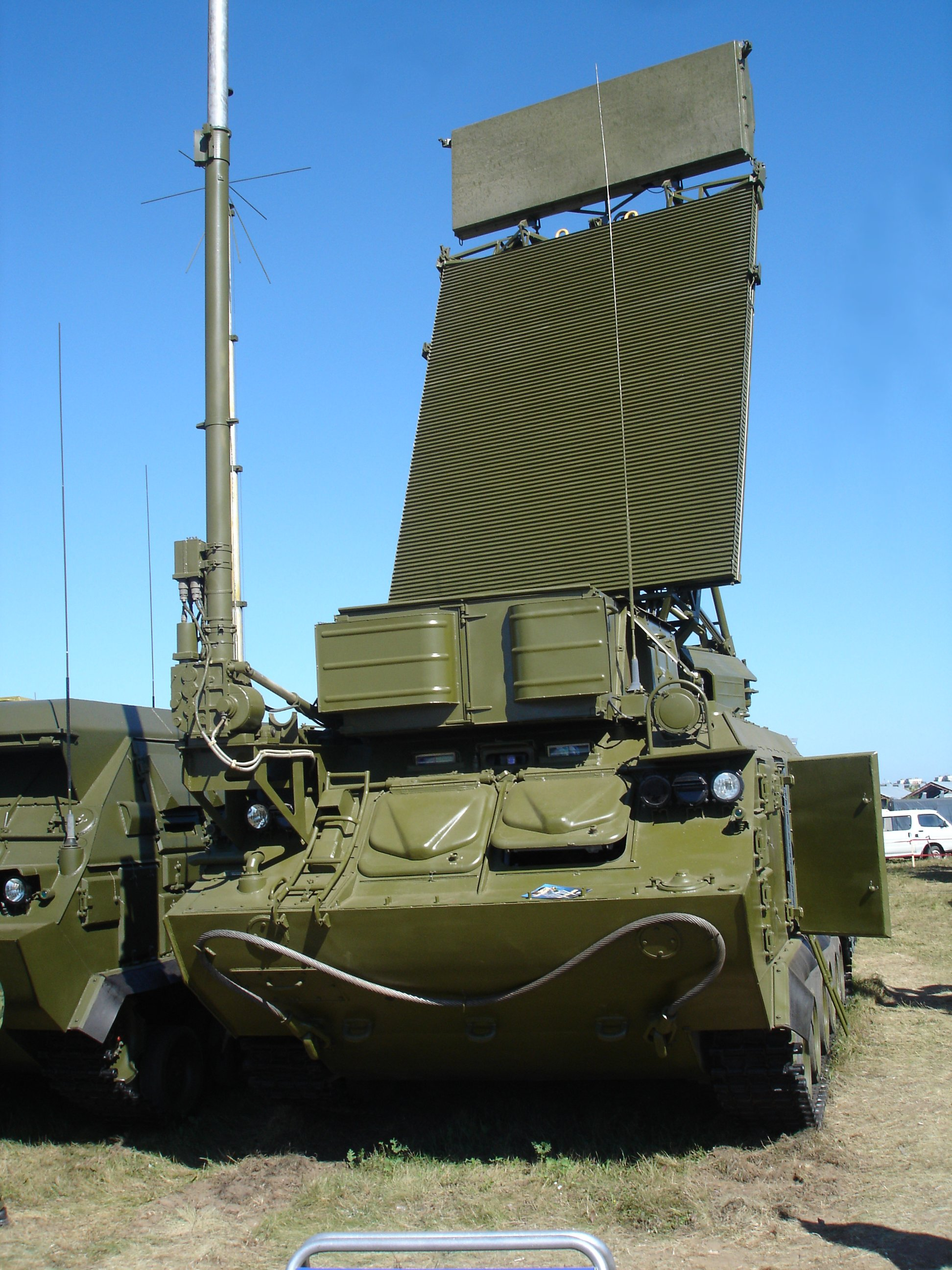
9K37M1-2「ブークM1-2」が装備する9S18M1-1監視レーダー

「ウラール」(Уралウラール
9K37M1-2「ブークM1-2」の輸出型名称。名称はウラル山脈またはウラル川の意味。
「ヨーシュ」(«Еж»ヨーシュ)
艦船発射に改造されたもの。9M317を運用する。NATOコードネームではSA-N-12。
ヨーシュの輸出型が中国の広州級駆逐艦、同国がロシアより購入した改ソヴレメンヌイ級駆逐艦(956EM型)に装備されている。中国が購入した前期分のソヴレメンヌイ級駆逐艦2隻(956E型)には9M38ミサイルを運用する9K37「ブーク」の艦船発射型「ウラガーン」(SA-N-7)の輸出型が装備されている。

## 運用国
- ロシア
- ベラルーシ
- 中華人民共和国
- キプロス - 2023年時点で、キプロス国家守備隊が4基の9K37M1-2 ブークM1-2を保有している[1][2][注釈 1]。
- カザフスタン - 2023年時点で、カザフスタン防空軍が3基の9K317M2 ブークM2Eを保有している[3]。